# HORMAD1
HORMAD1 (англ. HORMA domain containing 1) – білок, який кодується однойменним геном, розташованим у людей на короткому плечі 1-ї хромосоми.  Довжина поліпептидного ланцюга білка становить 394 амінокислот, а молекулярна маса — 45 200.
| 10         |  | 20         |  | 30         |  | 40         |  | 50         |
| ---------- |  | ---------- |  | ---------- |  | ---------- |  | ---------- |
| MATAQLQRTP |  | MSALVFPNKI |  | STEHQSLVLV |  | KRLLAVSVSC |  | ITYLRGIFPE |
| CAYGTRYLDD |  | LCVKILREDK |  | NCPGSTQLVK |  | WMLGCYDALQ |  | KKYLRMVVLA |
| VYTNPEDPQT |  | ISECYQFKFK |  | YTNNGPLMDF |  | ISKNQSNESS |  | MLSTDTKKAS |
| ILLIRKIYIL |  | MQNLGPLPND |  | VCLTMKLFYY |  | DEVTPPDYQP |  | PGFKDGDCEG |
| VIFEGEPMYL |  | NVGEVSTPFH |  | IFKVKVTTER |  | ERMENIDSTI |  | LSPKQIKTPF |
| QKILRDKDVE |  | DEQEHYTSDD |  | LDIETKMEEQ |  | EKNPASSELE |  | EPSLVCEEDE |
| IMRSKESPDL |  | SISHSQVEQL |  | VNKTSELDMS |  | ESKTRSGKVF |  | QNKMANGNQP |
| VKSSKENRKR |  | SQHESGRIVL |  | HHFDSSSQES |  | VPKRRKFSEP |  | KEHI       |

A: Аланін

C: Цистеїн

D: Аспарагінова кислота

E: Глутамінова кислота

F: Фенілаланін

G: Гліцин

H: Гістидин

I: Ізолейцин

K: Лізин

L: Лейцин

M: Метіонін

N: Аспарагін

P: Пролін

Q: Глутамін

R: Аргінін

S: Серин

T: Треонін

V: Валін

W: Триптофан

Кодований геном білок за функцією належить до фосфопротеїнів. 
Задіяний у таких біологічних процесах як диференціація, сперматогенез, мейоз, поліморфізм, альтернативний сплайсинг. 
Локалізований у ядрі, хромосомах.